# Langstaartgrondscharrelaar
De langstaartgrondscharrelaar (Uratelornis chimaera) is een vogel uit de familie van de grondscharrelaars (Brachypteraciidae). Het is een kwetsbare, endemische vogelsoort op Madagaskar. De vogel werd in 1895 door
Lionel Walter Rothschild beschreven.

## Kenmerken
De vogel is 34 tot 47 cm lang, inclusief de lengte van de staart die tot wel 28,5 cm lang kan zijn. Het is een zeer opvallend uitziende vogel. De vogel heeft een zandkleurige tot roodbruin gekleurde kruin en bovendelen met bruine en zwarte streepjes. De staart is gebandeerd (15 tot 20 donkerbruine banden) en de buitenste staartveren zijn hemelsblauw. Ook de vleugeldekveren zijn hemelsblauw. De vogel heeft een markante tekening op de kop en borst, met een donkere oogstreep en daarboven een smalle lichte wenkbrauwstreep, vanaf de snavel een brede lichte mondstreep en daaronder een bruine baardstreep die uitloopt in een borstband. Het oog is bruin, de snavel is zwart en de poten zijn roze tot bruinachtig. Het vrouwtje is iets kleiner en heeft een smallere borstband en een kortere staart.

## Verspreiding en leefgebied
De vogel komt voor in een 30 tot 60 km brede kuststreek die ongeveer 200 km lang is en zich uitstrekt tussen de rivier de Fiherenana en de rivier de Mangoky in het westen van Madagaskar. Het leefgebied bestaat uit droog, half open loofbos met een zandige bodem en kustgebieden met spaarzaam struikgewas. De vogel is ook waargenomen in de buurt van menselijke nederzettingen en terrein dat door vee wordt begraasd. De vogel overnacht in bomen en broedt in zelf gegraven holen in de grond.

## Status
De langstaartgrondscharrelaar heeft een beperkt verspreidingsgebied en daardoor is de kans op uitsterven aanwezig. De grootte van de populatie werd in 2016 door BirdLife International geschat op 9,5 tot 32 duizend individuen en de populatie-aantallen nemen af door habitatverlies. Het leefgebied wordt aangetast door volledige ontbossing waarbij natuurlijk bos wordt omgezet in gebied voor intensief agrarisch gebruik. Daarnaast spelen predatie door ratten en verwilderde honden een negatieve rol en mogelijk ook klimaatverandering. Om deze redenen staat deze soort als kwetsbaar op de Rode Lijst van de IUCN.

## Foto's

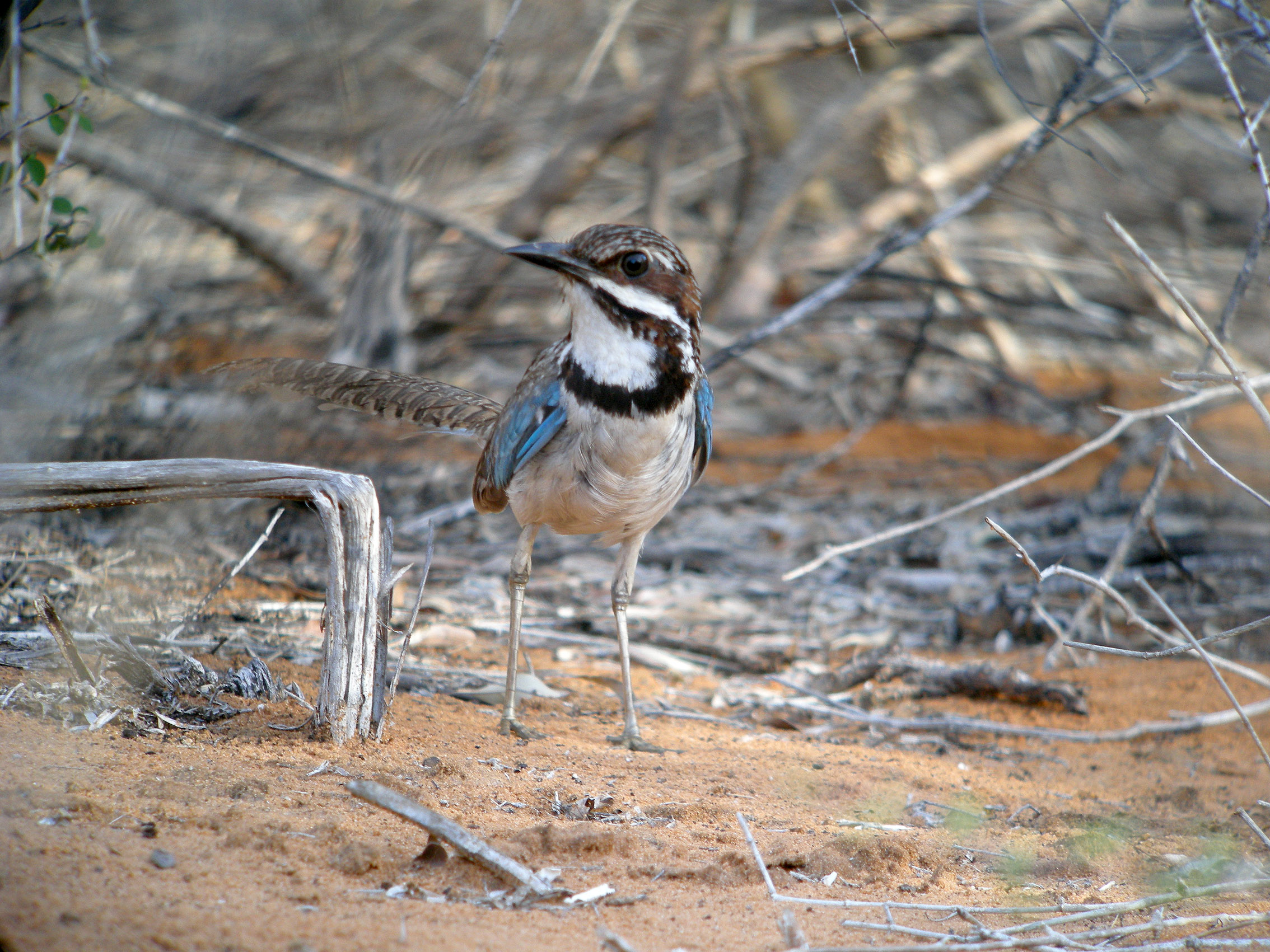
Langstaartgrondscharrelaar, vooraanzicht
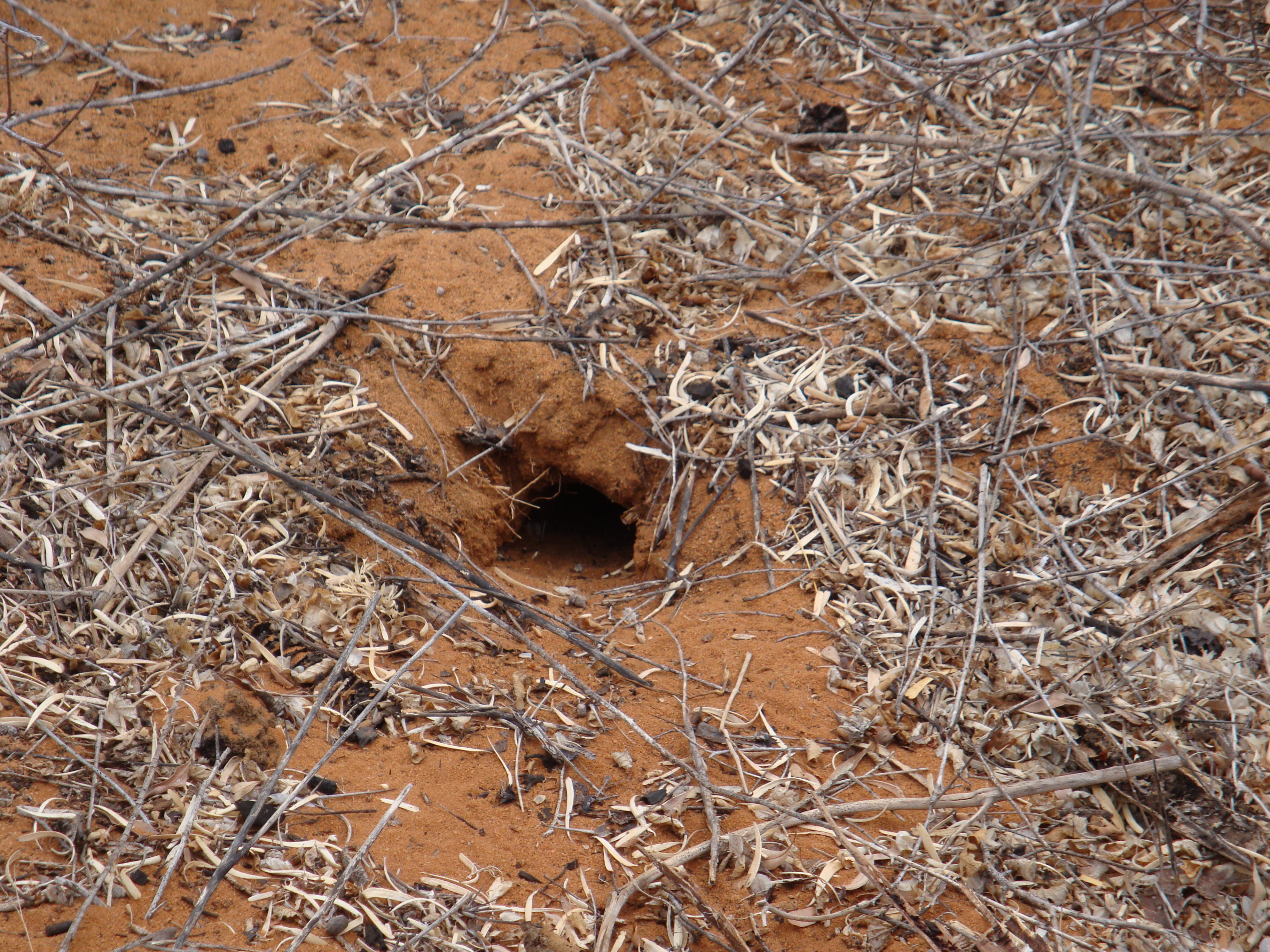
Ingang van nesthol